# 33. Goya-gála
A 33. Goya-gála során a 2018-ban bemutatott spanyol filmeket értékelték. A jelölteket az Academy of Cinematographic Arts and Sciences of Spain választotta ki. A sevillai Conference and Exhibition Centreben tartott ceremóniát a Televisión Española és a TVE Internacional közvetítették 2019. február 2-án. A műsor házigazdái Andreu Buenafuente és Silvia Abril voltak. A jelöltek listáját Paco León és Rossy de Palma jelentették be 2018. december 12-én. A gála során Narciso Ibáñez Serrador kapta meg a tiszteletbeli Goya-díjat.
Ez volt a második olyan eset, amikor a Goyát nem Madridban tartották, ez előtt a 14. gála során fordult ez elő, amit Barcelonában tartottak.

## Győztesek és jelöltek
A nyertesek félkövérrel jelölve.

### Fő díjak
| Legjobb film | Legjobb rendező |
| --- | --- |
| - Bajnokok - Carmen és Lola - A rendszer - Két víz között - Mindenki tudja                                                                                              | - Rodrigo Sorogoyen – A rendszer - Javier Fesser – Bajnokok - Isaki Lacuesta – Két víz között - Aszhar Farhadi – Mindenki tudja                                      |
| Legjobb férfi főszereplő | Legjobb női főszereplő |
| - Antonio de la Torre – A rendszer - Javier Gutiérrez – Bajnokok - Javier Bardem – Mindenki tudja - José Coronado – Tu hijo                                             | - Susi Sánchez – La enfermedad del domingo - Najwa Nimri – Ki énekel majd neked? - Penélope Cruz – Mindenki tudja - Lola Dueñas – Viaje al cuarto de una madre       |
| Legjobb férfi mellékszereplő | Legjobb női mellékszereplő |
| - Luis Zahera – A rendszer - Juan Margallo – Bajnokok - Antonio de la Torre – La noche de 12 años - Eduard Fernández – Mindenki tudja                                   | - Carolina Yuste – Carmen és Lola - Ana Wagener – A rendszer - Natalia de Molina – Ki énekel majd neked? - Anna Castillo – Viaje al cuarto de una madre              |
| Legjobb új színész | Legjobb új színésznő |
| - Jesús Vidal – Bajnokok - Moreno Borja – Carmen és Lola - Francisco Reyes – A rendszer - Carlos Acosta – Út a királyi operába                                          | - Eva Llorach – Ki énekel majd neked? - Gloria Ramos – Bajnokok - Rosy Rodríguez – Carmen és Lola - Zaira Romero – Carmen és Lola                                    |
| Legjobb eredeti forgatókönyv | Legjobb adaptált forgatókönyv |
| - A rendszer – Isabel Peña, Rodrigo Sorogoyen - Bajnokok – David Marqués, Javier Fesser - Carmen és Lola – Arantxa Echevarría - Mindenki tudja – Aszhar Farhadi         | - La noche de 12 años – Álvaro Brechner - Jefe – Marta Sofía Martins, Natxo López - Superlópez – Borja Cobeaga, Diego San José - Út a királyi operába – Paul Laverty |
| Legjobb iberoamerikai film | Legjobb európai film |
| - Roma – Mexikó - Az angyal – Argentína - La noche de 12 años – Uruguay - Kutyák és titkok – Chile                                                                      | - Hidegháború - Fantomszál - Lány - A vendégek |
| Legjobb új rendező | Legjobb animációs film |
| - Arantxa Echevarría – Carmen és Lola - Andrea Jaurrieta – Ana de día - César Esteban Alenda, José Esteban Alenda – Sin fin - Celia Rico – Viaje al cuarto de una madre | - Még egy nap élet - Azahar - Bringák - Kalandok két keréken - Memorias de un hombre en pijama                                                                       |

### Egyéb díjak
| Legjobb operatőr | Legjobb vágás |
| --- | --- |
| - La sombra de la ley – Josu Inchaustegui - A rendszer – Alejandro de Pablo - Ki énekel majd neked? – Eduard Grau - Út a királyi operába – Alex Catalán | - A rendszer – Alberto del Campo - Bajnokok – Javier Fesser - Mindenki tudja – Hayedeh Safiyari - Viaje al cuarto de una madre – Fernando Franco |
| Legjobb látványtervezés | Legjobb gyártásvezető |
| - La sombra de la ley – Juan Pedro de Gaspar - A mauthauseni fotográfus – Rosa Ros - Az ember, aki megölte Don Quijotét – Benjamín Fernández - Superlópez – Balter Gallart                                                                                    | - Az ember, aki megölte Don Quijotét – Yousaf Bokhari - Bajnokok – Luis Fernández Lago - A mauthauseni fotográfus – Eduard Vallès, Hanga Kurucz - A rendszer – Iñaki Ros |
| Legjobb hang | Legjobb vizuális effektusok |
| - A rendszer – Roberto Fernández, Alfonso Raposo - Bajnokok – Arman Ciudad, Charly Schmukler, Alfonso Raposo - Ki énekel majd neked? – Daniel de Zayas, Eduardo Castro, Mario González - Út a királyi operába – Eva Valiño, Pelayo Gutiérrez, Alberto Ovejero | - Superlópez – Lluís Rivera, Laura Pedro - A rendszer – Óscar Abades, Helmuth Barnert - Errementari – Jon Serrano, David Heras - La sombra de la ley – Lluís Rivera, Félix Bergés                                                                                                  |
| Legjobb jelmeztervezés | Legjobb smink |
| - La sombra de la ley – Clara Bilbao - A mauthauseni fotográfus – Mercè Paloma - Az ember, aki megölte Don Quijotét – Lena Mossum - Ki énekel majd neked? – Ana López Cobos                                                                                   | - Az ember, aki megölte Don Quijotét – Sylvie Imbert, Amparo Sánchez, Pablo Perona - A mauthauseni fotográfus – Caitlin Acheson, Jesús Martos, Pablo Perona - La sombra de la ley – Raquel Fidalgo, Noé Montes, Alberto Hortas - Ki énekel majd neked? – Rafael Mora, Anabel Beato |
| Legjobb eredeti filmzene | Legjobb eredeti dal |
| - A rendszer – Olivier Arson - En las estrellas – Iván Palomares - La sombra de la ley – Manuel Riveiro, Xavi Font - Út a királyi operába – Alberto Iglesias                                                                                                  | - "Este es el momento" (Coque Malla) – Bajnokok - "Me vas a extrañar" (Paco de la Rosa) – Carmen és Lola - "Tarde azul de abril" (Roque Baños, Tessy Díez Martín) – Az ember, aki megölte Don Quijotét - "Una de esas noches sin final" (Javier Limón) – Mindenki tudja            |
| Legjobb rövidfilm | Legjobb animációs rövidfilm |
| - Cerdita - 9 pasos - Bailaora - El niño que quería volar - Matria | - Cazatalentos - El olvido - I Wish... - Soy una tumba |
| Legjobb dokumentumfilm | Legjobb rövid dokumentumfilm |
| - A mások csendje - Apuntes para una película de atracos - Camarón: Flamenco és forradalom - Desenterrando Sad Hill | - Gaza - El tesoro - Kyoko - Wan Xia. La última luz del atardecer |

## In Memoriam
A gála "in memoriam" szegmense az alábbi elhunyt személyekről emlékezett meg:
- Álvaro de Luna
- Forges
- Asunción Sancho
- Carmen Alborch
- Carmina Merlo
- Cesáreo Estévanez
- David Calleja
- Edmundo Sanz
- Eduardo McGregor
- Fernando Valgañón
- Francisco Jurado Alcaide
- Gustavo Hernández
- Horacio Valcárcel
- Jaume Genover
- Jaume Migueiz i Domènech
- Javier Aller
- José Grau
- José Cañas
- José María Caparrós
- José María Otero Timón
- José Miguel Hernán
- José Olmo
- José Antonio Pérez Giner
- Josep Lluis Castañer "Sepe"
- Josep Miquel Aixalà Martí
- Joan Munsó Cabús
- Julio César Acera
- Macario Gómez Quibus
- Manuel Veiga
- Margarita Pardo Robles
- Margot Prieto
- Marisa Porcel
- Pepe Mediavilla
- Ramón Moya
- Ricardo García de Navarrete
- Román Mañoso
- Santiago Moncada
- Sergio Ramis
- Toni Socias
- Yvonne Blake

## Előadott számok
| Előadó                         | Közreműködő előadó                    | Szám                                                                                                   |
| ------------------------------ | ------------------------------------- | --- |
| Rosalía                        | Cor Jove de l’Orfeó Català El Guincho | "Me quedo contigo"                                                                                     |
| Amaia Rozalén Judit Neddermann | Manu Guix                             | "Una de esas noches sin final" "Tarde azul de abril" "Me vas a extrañar" "Este es el momento"          |
| James Rhodes                   | James Rhodes                          | Johann Sebastian Bach: Adagio from Concerto No 3 in D minor, BWV 974 (az "In Memoriam" szegmens alatt) |

## Fordítás
- Ez a szócikk részben vagy egészben  a(z)   33rd Goya Awards című angol Wikipédia-szócikk fordításán alapul.  Az eredeti cikk szerkesztőit annak laptörténete sorolja fel. Ez a jelzés csupán a megfogalmazás eredetét és a szerzői jogokat jelzi, nem szolgál a cikkben szereplő információk forrásmegjelöléseként.